# Flottage du bois en Russie
En Russie, le flottage (russe : Лесосплав, Leçosplav) est un type de transport du bois par eau, dans lequel la flottabilité naturelle d'un arbre est utilisée. Le flottage en tant que processus technologique fait partie des opérations d'exploitation forestière et constitue leur dernière étape, dans le but de livrer le bois récolté aux points de consommation ou de transborder vers d'autres types de transport. Le flottage est un moyen de transport massif, moins cher, et dans certaines régions, le seul type de transport de bois.
Il y a lieu de distinguer, molevoj  (en russe : молевой, flottage en vrac ou à bûche perdue), plotovoĭ (en russe : плотовой, le radeau), koshel'nyy lesosplav (russe : кошельный лесосплав, le radeau en portefeuille) et splotochnykh yedinitsakh (en russe : сплоточных единицах, les grandes unités de radeau, brellées). Molevoj (radeau), koshel'nyy (radeau en portefeuille) et splotochnykh yedinitsakh (grandes unités de radeau), sont le flottage initial (pervonachal'nyy lesosplav, en russe : Первоначальный лесоспла). effectué pendant la période initiale de navigation le long des horizons flottants les plus élevés sur les rivières navigables et temporairement navigables. Le flottage en vrac (плотовой) se répartit en initial et magistral(магистральный).
Le flottage du bois en Russie toujours pratiqué, l'organisation et le choix du type de flottage (éventuellement le transport par navire) dépendent du régime hydrologique et de la structure de la rivière, des caractéristiques de l'écoulement à l'état naturel et régulé, et du régime des vents et des vagues dans les zones où les brelles sont remorquées. Lors du choix du type de flottage, il est également nécessaire de procéder à une justification économique d'un type particulier de flottage, une évaluation par un expert des conséquences environnementales du type de flottage en bois sélectionné.
En URSS, 105-120 millions de m³ de bois flottaient annuellement (quantité diminuant depuis 1966, en raison des mesures de protection de l'environnement de 124 millions de m³ en 1965 à 54 millions de m³ en 1990, la longueur des voies navigables utilisées pour le flottage atteignait 80 mille km.

## Histoire
Le commerce russe du bois est un marché intérieur et extérieur.

## Flottage en vrac

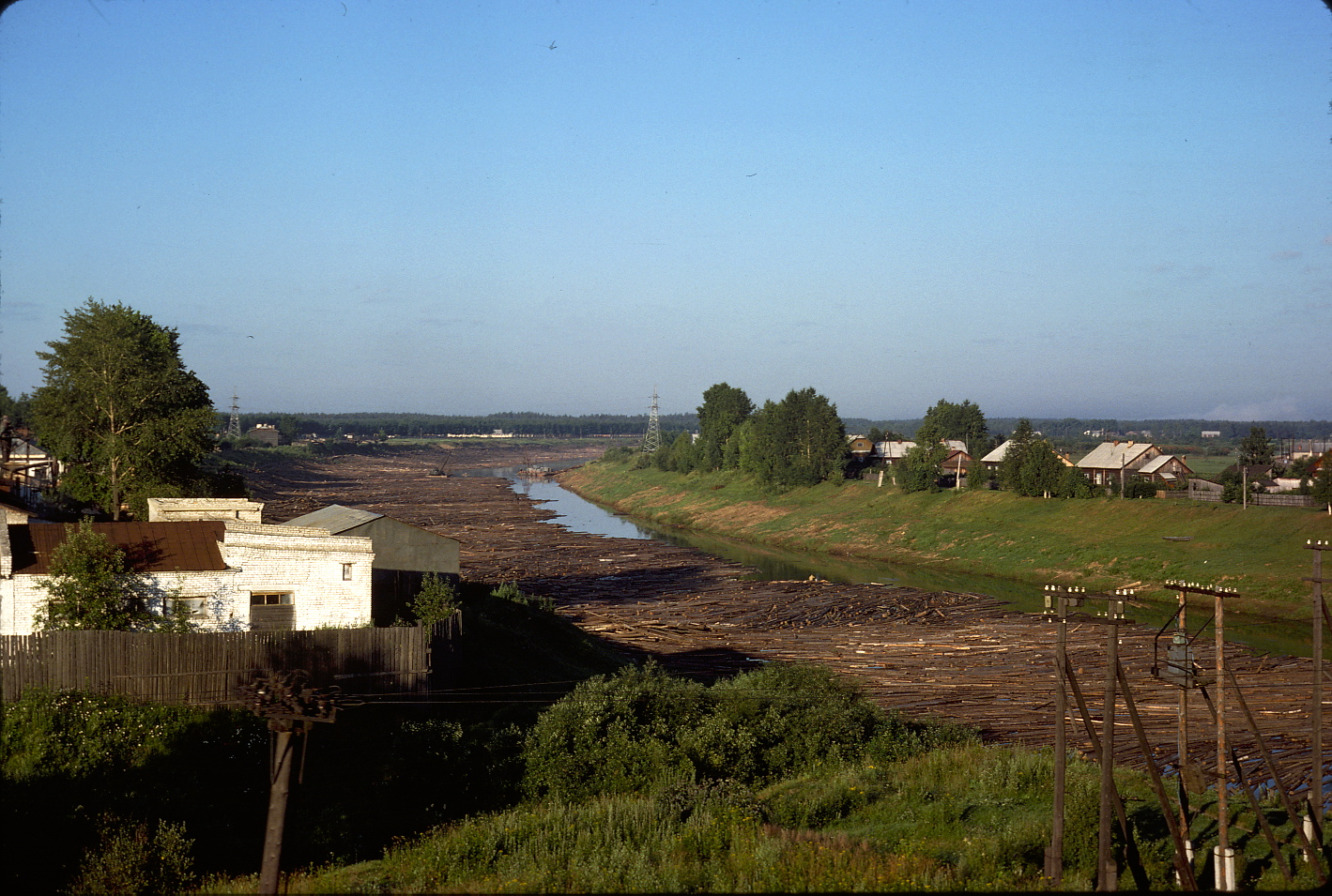
Flottage en vrac (молевой), sur la rivière Kostroma, 1976, ville de Boui.

Dans le cas du flottage en vrac ou à buche perdue (en russe : молевой, molevoj), qui est généralement effectué pendant la crue printanière à la débâcle, les bois sont transportés indépendamment les uns des autres. Le flottage en vrac est utilisé sur le réseau fluvial primaire lorsqu'il est impossible d'utiliser d'autres modes de transport. Pour guider le mouvement des bois le long de la route flottante du bois, des structures de guidage, des barrages (боны (ru), bony, drôme) sont installées, et pour temporidser à certains endroits de la rivière le flottage - des structures de rétention des bois (drôme (en)) sont placées. Lors du flottage en vrac, une partie du bois, en raison de sa perte de flottabilité coule, obstruant le lit des rivières, c'est pourquoi ce type de flottage a été interdit par la fédération de Russie avec adoption par la Douma d'État le 18 octobre 1995 dans le Code de l'eau de la fédération de Russie .

## Radeau

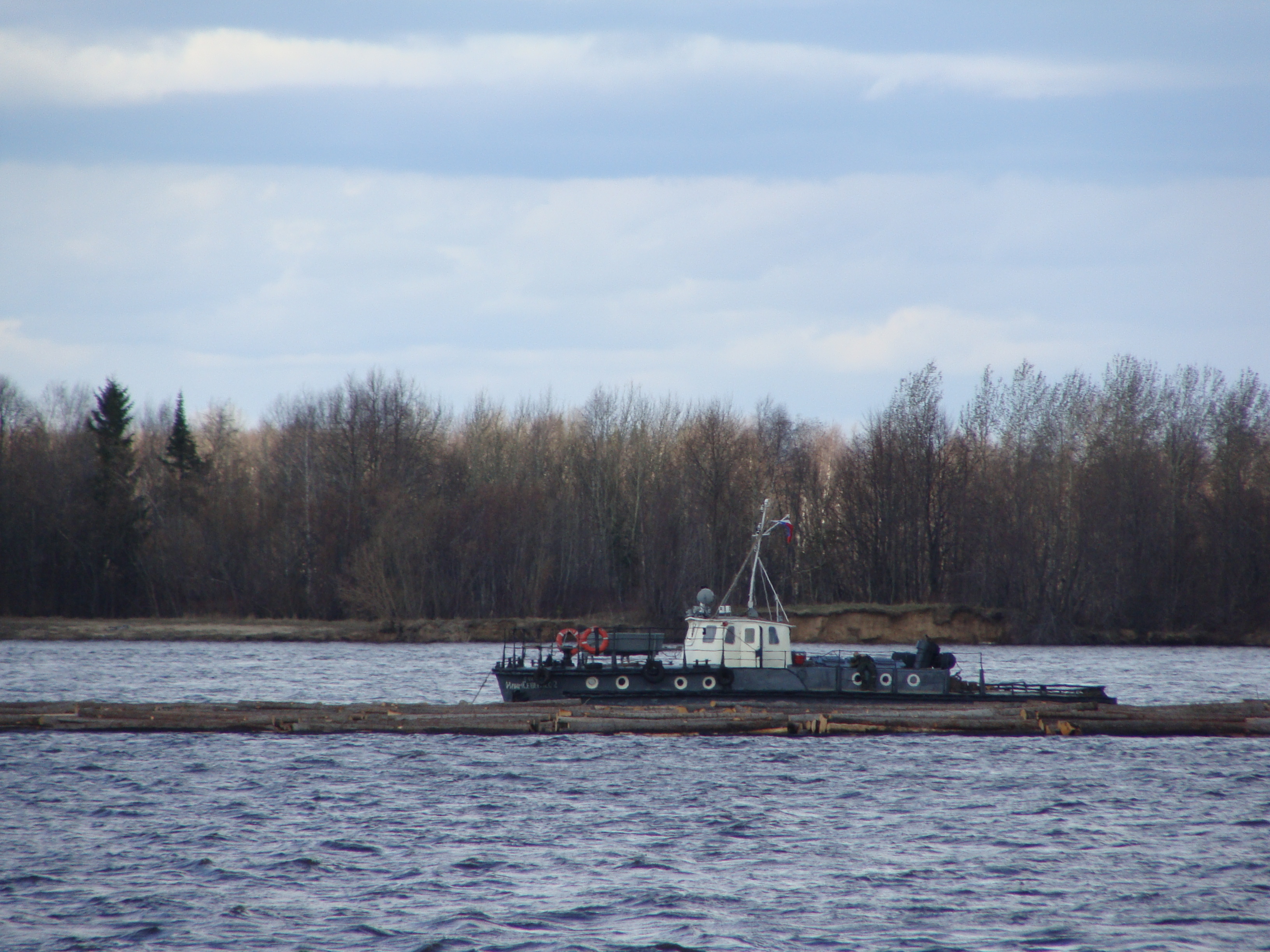
Radeau (плотовой) en eau haute, Vychegda

Dans le radeau ou brelle (russe : плотовой), le bois est rallié (lié) en paquets ou autres formes d'unités de transport, dont des radeaux (jusqu'à 27 mille. m³ et plus), remorquée par des bateaux à moteur ou flottée en aval (dravées) par des flotteurs (russe : Плотогон, plotogon) , cette dernière option est inefficace et est utilisée de manière limitée, en cas de pénurie de flotte de remorquage. Il est utilisé sur les routes maritimes et temporaires. Le radeau est effectué sur l'eau (dans les eaux des routes de radeau) ou sur le rivage (sur des radeaux) à l'aide de machines de radeau et d'unités de transport de radeau . Pour guider la forêt à travers les barrages et autres structures hydrotechniques lors de l'amarrage ou du radeau , des passes forestières sont utilisées.
Le radeau élémentaire (плотовой) en radeau de bois, est effectué sur des voies navigables, non navigables et temporairement navigables à l'aide de la flotte d'entreprises de radeau. Le rafting en bois de tronc est appelé radeau en bois le long des principales rivières navigables en utilisant la flotte d'organisations spécialisées.

## Radeau en portefeuille

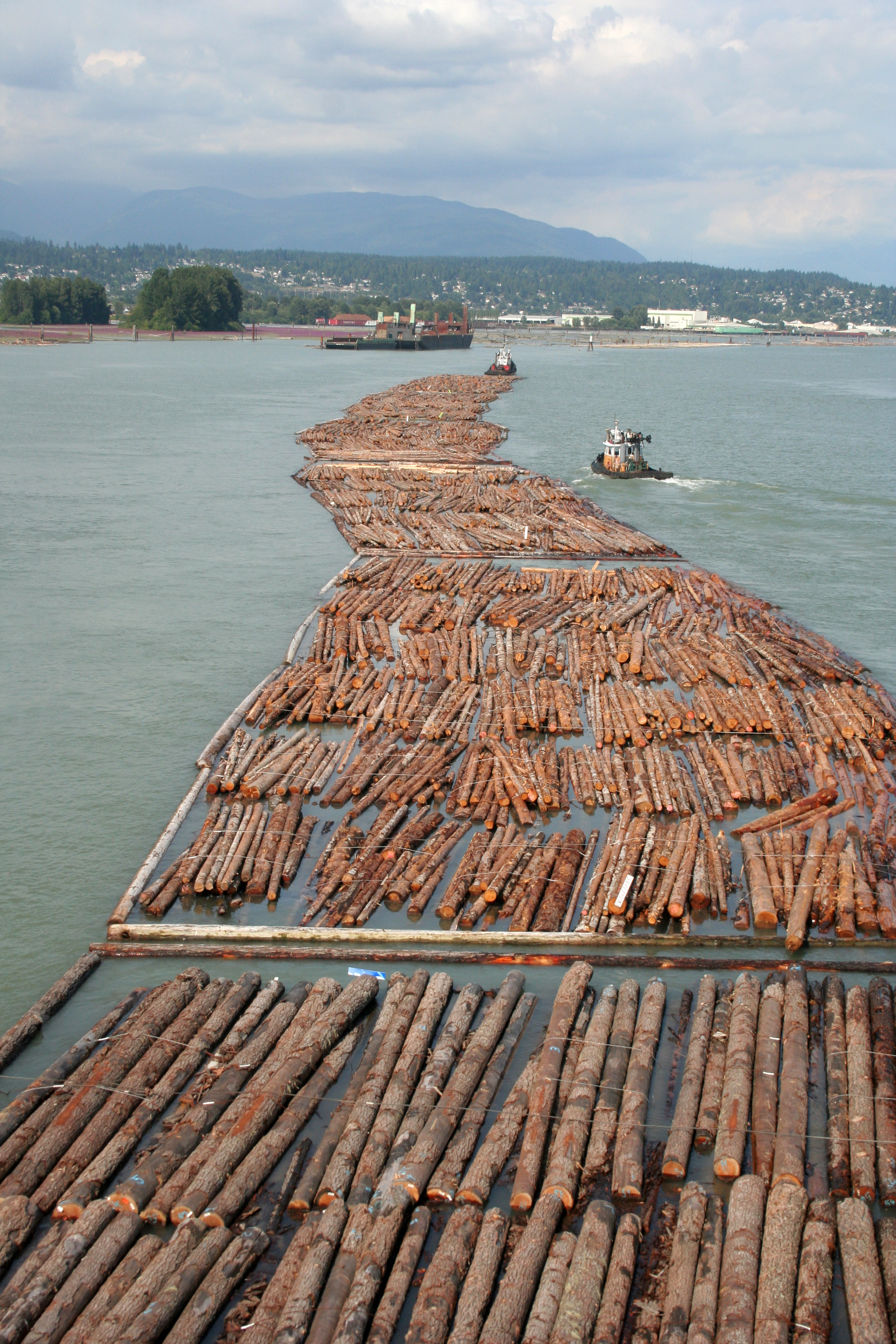
Les limites des portefeuilles sont clairement visibles.

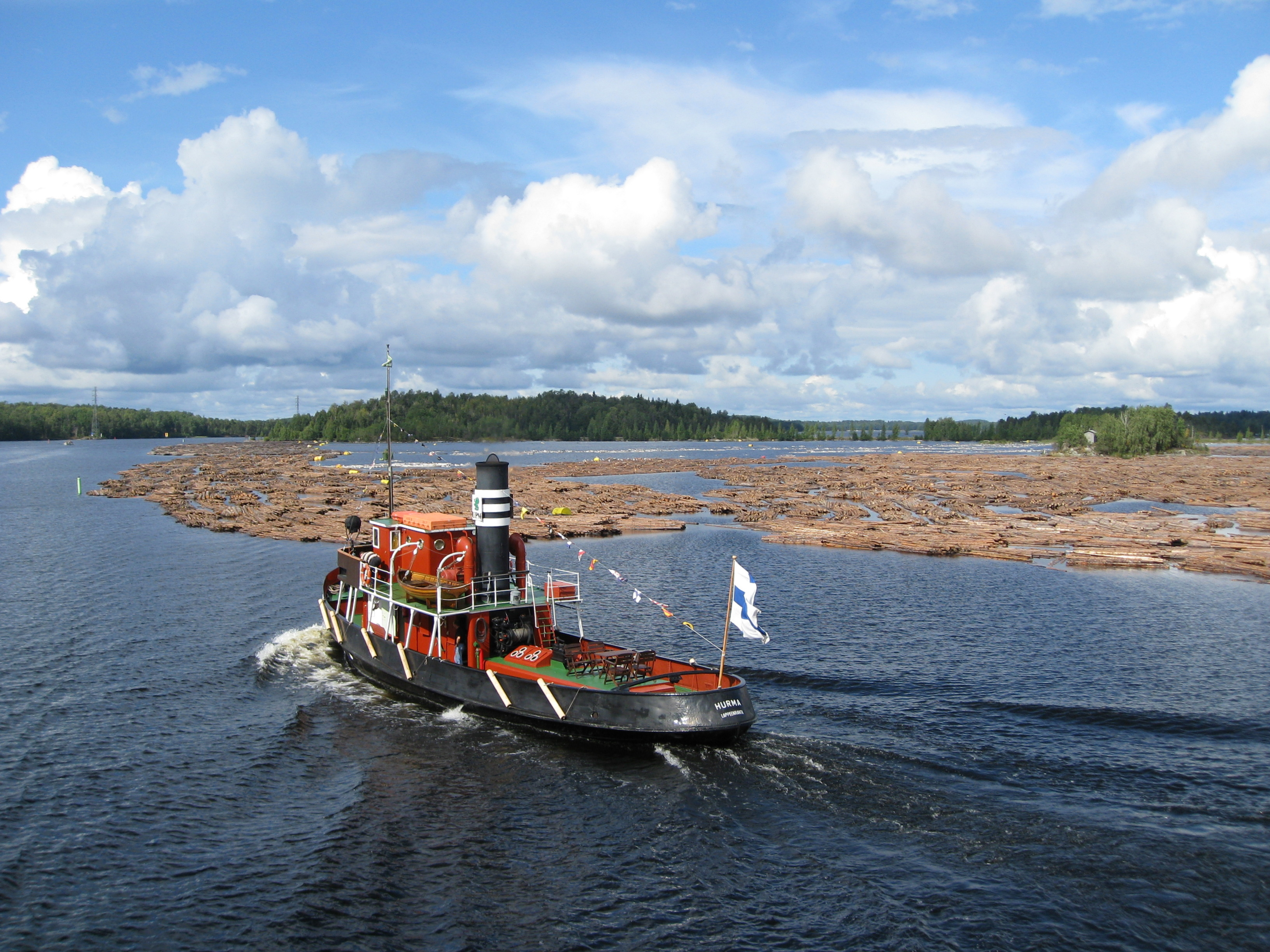
Un remorqueur se prépare à transporter une pochette en bois en Finlande.

Dans le cas des radeaux en portefeuille (en russe : Кошельный лесосплав), les bûches non connectées sont tractés par des remorqueurs à moteur dans des clôtures flottantes spéciales (portefeuilles) en rondins. Ce flottage est effectué en petits volumes à travers les  système de lacs, ainsi que sur de courtes distances le long de zones de type lac. Pour préserver la flottabilité des bois des arbres à feuille caduque (par exemple, le bouleau et le tremble) pendant le flottage, les bûches sont séchées et leurs extrémités sont recouvertes de composés imperméabilisants.
Un type plus avancé de transport fluvial du bois, qui ne dépend pas de sa flottabilité, est le transport par bateau. Le transport maritime est utilisé pour livrer du bois le long des voies navigables caractérisées par des conditions de déplacement difficiles (le long des rivières, des réservoirs, des lacs, des canaux et des mers navigables et temporairement navigables verrouillés). Dans ces cas, le bois est transporté par camions forestiers. Le flottage du bois par radeau est organisé et réalisé par des entreprises de rafting et d'exploitation forestière avec la participation des compagnies de navigation.

## Unités de radeau
Lorsque le bois est en radeau dans des unités de radeau (russe : сплоточных единицах) le long de rivières non navigables, les assortiments sont rassemblés pendant la période d'inter-navigation sur la côte ou sur la glace en volume de 5 à 30 m 3 ou en volume jusqu'à 5 m 3, et parfois en unités de radeau à plat et transportés en aval de la rivière de flottage.

## Flottage du bois par région

### Russie

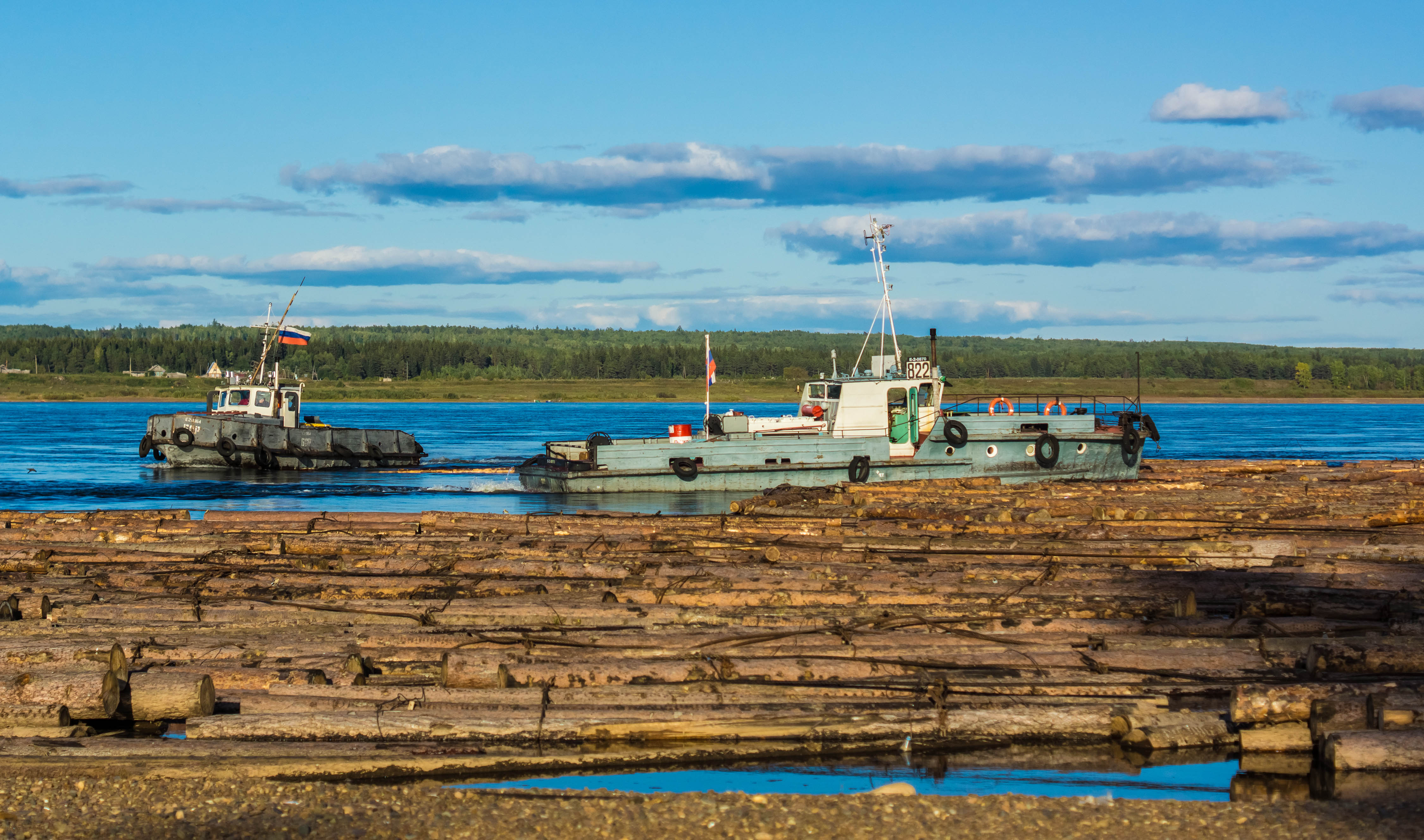
Radeau (плотовой) en bois sur le Ienisseï.

En 2008, le rafting en bois en Russie a été effectué le long de plus de 2000 rivières et 255 lacs, sa longueur totale était d'environ 142 mille kilomètres  .
Après la révolution d'Octobre, en 1917, l'Institut de flottage (en russe : Институт лесосплава), aujourd'hui l'Institut central de recherche sur le flottage en bois, en russe : ЦНИИ Лесосплава) a été créé à Petrograd, dont la tâche était de développer de nouvelles technologies pour le flottage du bois.
En URSS, les rivières suivantes ont été utilisées pour le flottage de bois (la liste est incomplète) : 
- L'Onega et ses affluents [6]. Actuellement, du flottage (плотовой) est pratiqué, qui se termine dans le village de Porog, au-dessus des principaux rapides sur Onega[7]. Auparavant, le flottage en vrac (молевой) était effectué sur une distance de 415 km; le bois en vrac s'attardait dans les barrages transversaux à l'embouchure du fleuve. Le volume de bois flotté en vrac à la fin des années 80 était supérieur à 1 million de mètres cubes par an [8]. En 2006, environ 59 000 mètres cubes de bois ont été préparés pour le flottage, les principaux opérateurs étant ЗАО «Ярнемалес» et ОАО «Онежское лесосплавное предприятие» (ZAO «Yarnemales» et OAO «Onezhskoye lesosplavnoye predpriyatiye»)[9].
- Le Mezen[10] et affluents [5], en particulier Pissa et Vachka. La longueur du flottage le long du Mezen en 1998 était de 360 km, le long de Vashka - 90 km[11].
- Vytchegda et ses affluents.
- Vetlouga et son affluent l'Ousta où se trouve maintenant le musée de la sylviculture[12], des radeaux de cargaison "soimy" (соймы) ont été ralliés sur les rivières et des barges chargées de bois ont été construites, et les plus grands navires jetables en bois de Russie, les Belyani. Le flottage est arrêté.
- Toungouska, arrêté.
- Khor, arrêté.
- Oussouri à Lessozavodsk, arrêté.
- La Kama et ses affluents, arrêté.
- Biia et ses affluents, arrêté en 1991.
- Tom et ses affluents (Kondoma, Mras-Sou, Oussa), se sont arrêtés en 1994.
- Ioug[13], flottage en vrac (молевой) arrêté.

## Remarques
1. 1 2 3  « Научная электронная библиотека », sur www.monographies.ru (consulté le 18 septembre 2020)
2. ↑  « Первоначальный плотовой лесосплав », sur Ремонт Строительство Интерьер. Лесное дело и деревообработка. (consulté le 18 septembre 2020)
3. ↑  Транспорт леса. Учебник. т.2: «Лесосплав и судовые перевозки.» М. М. Овчиников, В. П. Полищук, Г. В. Григорьев
4. ↑  Michel Devèze, « Contribution à l'histoire de la forêt russe (suite) », Cahiers du Monde Russe, vol. 5, no 4,‎ 1964, p. 461–478 (DOI 10.3406/cmr.1964.1598, lire en ligne, consulté le 18 septembre 2020)
5. 1 2  « Водная Энциклопедия. Производственные профессии воды. » [archive du 27 février 2011] (consulté le 30 juillet 2010)
6. ↑  Поонежье
7. ↑  Алексей Дещеревский и др., Онега — 2003
8. ↑  « А. И. Вихарев, В. Н. Марков, «Эксплуатационно-экономическое обоснование технологических схем доставки лесных грузов в Северном бассейне» » [archive du 26 février 2011] (consulté le 30 juillet 2010)
9. ↑  Александр Гревцов, Сплотиться и выстоять!
10. ↑  И. А. Курганов, Женщины в народном хозяйстве
11. ↑  О состоянии окружающей природной среды Российской Федерации в 1998 году" (Госдоклад)
12. ↑  « Река Юг: навигация, молевой лесос.. », vk.com (consulté le 20 octobre 2017)